# (100057) 1992 DE10
(100057) 1992 DE10 es un asteroide perteneciente al cinturón de asteroides, descubierto el 29 de febrero de 1992 por el equipo del Uppsala-ESO Survey of Asteroids and Comets desde el Observatorio de La Silla, Chile.